# Estronciochevkinita
L'estronciochevkinita és un mineral de la classe dels silicats que pertany al subgrup de la perrierita, dins del grup de la chevkinita. Va ser anomenada així l'any 1983 per Stephen E. Haggerty i Anthony N. Mariano en honor de Konstantin Vladimirovich Chevkin, i per la dominància de l'estronci en la composició.

## Característiques
L'estronciochevkinita és un silicat de fórmula química (Sr,La,Ce,Ca)₄Fe2+(Ti,Zr)₂Ti₂(Si₂O₇)₂O₈. Cristal·litza en el sistema monoclínic. La seva duresa a l'escala de Mohs és 5 a 6.
Segons la classificació de Nickel-Strunz, l'estronciochevkinita pertany a «09.BE - Estructures de sorosilicats, amb grups Si₂O₇, amb anions addicionals; cations en coordinació octaèdrica [6] i major coordinació» juntament amb els següents minerals: wadsleyita, hennomartinita, lawsonita, noelbensonita, itoigawaïta, ilvaïta, manganilvaïta, suolunita, jaffeïta, fresnoïta, baghdadita, burpalita, cuspidina, hiortdahlita, janhaugita, låvenita, niocalita, normandita, wöhlerita, hiortdahlita I, marianoïta, mosandrita, nacareniobsita-(Ce), götzenita, hainita, rosenbuschita, kochita, dovyrenita, baritolamprofil·lita, ericssonita, lamprofil·lita, ericssonita-2O, seidozerita, nabalamprofil·lita, grenmarita, schüllerita, lileyita, murmanita, epistolita, lomonossovita, vuonnemita, sobolevita, innelita, fosfoinnelita, yoshimuraïta, quadrufita, polifita, bornemanita, xkatulkalita, bafertisita, hejtmanita, bykovaïta, nechelyustovita, delindeïta, bussenita, perraultita, surkhobita, karnasurtita-(Ce), perrierita-(Ce), jinshajiangita, chevkinita-(Ce), poliakovita-(Ce), rengeïta, matsubaraïta, dingdaohengita-(Ce), maoniupingita-(Ce), perrierita-(La), hezuolinita, fersmanita, belkovita, nasonita, kentrolita, melanotekita, til·leyita, kil·lalaïta, stavelotita-(La), biraïta-(Ce), cervandonita-(Ce) i batisivita.

## Formació i jaciments
Es forma en les bandes més màfiques de dics de fenita que es formen radialment al voltant de carbonatites. S'ha trobat associada a sanidina, egirina, nefelina, hematites, zeolites i loparita rica en estronci.